# 크리스토퍼 코신스
크리스토퍼 커즌스(Christopher Cousins, 1960년 9월 27일 ~ )는 미국의 배우이다.
뉴욕에서 태어났다.

## 출연 작품
- 케어테이커 (2018년) - 크리스 역
- 드래프트 데이 (2014년) - 맥스 스톤 역
- 윌리엄 앤 케이트 (2011년) - 마이크 미들턴 역
- 리걸리 브론디스 (2009년)
- 킬 위드 미 (2008년) - 데이비드 윌리엄스 역
- 배니쉬드 (2006년)
- 그루지 2 (2006년) - 빌 역
- 당신이 사랑하는 동안에 (2004년) - 대니얼 역
- 거미(영어판) (2001년)
- 사랑을 위하여 (1999년)
- 백색지대 2 (1998년)

### 텔레비전
- 조안 오브 아카디아 (2003년)
- 브레이킹 배드 시즌5 (2012년) - 테드 베네케 역
- 크리미널 마인드 5 (2009년) - 바톤 박사 역
- 글리 5
- 사라 실종 사건
- 법과 질서 (1990년)
- 원 라이프 투 리브 (1968년)